# Нагакі Рьота
Рьота Нагакі (яп. 永木 亮太, нар. 4 червня 1988, Йокогама) — японський футболіст, півзахисник клубу «Касіма Антлерс» та національної збірної Японії.

## Клубна кар'єра
У дорослому футболі дебютував 2010 року виступами за команду «Сьонан Бельмаре», в якій провів п'ять сезонів, взявши участь у 109 матчах чемпіонату. З командою два рази вилітав до другого дивізіону, проте в обох випадках повертався назад. Більшість часу, проведеного у складі «Сьонан Бельмаре», був основним гравцем команди.
До складу клубу «Касіма Антлерс» приєднався на початку 2016 року. В тому ж році з командою став чемпіоном Японії, а також дійшов до фіналу клубного чемпіонату світу. Всього в першому сезоні відіграв за команду з Касіми 29 матчів в національному чемпіонаті.

## Виступи за збірну
11 листопада 2016 року дебютував в офіційних матчах у складі національної збірної Японії в товариській грі зі збірною Омана (4:0). Наразі провів у формі головної команди країни 1 матч.

## Титули і досягнення
- Чемпіон Японії (1):

«Касіма Антлерс»: 2016
- Володар Кубка Імператора Японії (1):

«Касіма Антлерс»: 2016
- Володар Суперкубка Японії (1):

«Касіма Антлерс»: 2017
- Переможець Ліги чемпіонів АФК (1):

«Касіма Антлерс»: 2018